# Стачка (фильм)
«Ста́чка» (также «Чёртово гнездо́» или «Исто́рия ста́чки») — советский немой историко-революционный агитационный фильм Сергея Эйзенштейна 1924 года, снятый на Первой фабрике Госкино по инициативе Пролеткульта. Премьера фильма состоялась 28 апреля 1925 года.
Фильм встретил неоднозначные отзывы критиков. Советская пресса и некоторые кинематографисты называли фильм новаторским и в целом очень высоко оценивали его значение, но зрителями он принят не был из-за усложнённого киноязыка.
Восстановлен на киностудии имени Горького в 1969 году.

## Сюжет
Фильм начинается с титра — цитаты:
Действие происходит до революции. На одном из крупных российских заводов неспокойно. Рабочий обвинён администрацией в краже инструмента (микро́метра) стоимостью в 25 рублей, и, не выдержав несправедливых подозрений, он кончает жизнь самоубийством через повешение. Пролетарии уже давно страдают от тяжёлых, невыносимых условий труда и несправедливости руководства предприятия. Смерть их собрата становится катализатором событий. После умело организованной в рабочем посёлке агитации на заводе объявлена стачка. Трудящиеся требуют сокращения рабочего дня до восьми часов и увеличения заработной платы на 30 %. Хозяева завода игнорируют требования пролетариев, а их петицией вытирают ботинок. Фабриканты организуют при помощи наёмной шпаны провокацию — пожар и погром в винной лавке во время мирной демонстрации пролетариев. Рабочих разгоняют струями воды из брандспойтов. На следующий день, по приказу губернатора, против бастующих направлены казаки и полиция, которые жестоко подавляют выступление и расстреливают рабочих. Фильм заканчивается титрами: «Помни, пролетарий!»

## В ролях
| Актёр                | Роль                  |
| -------------------- | --------------------- |
| Максим Штраух        | шпик                  |
| Григорий Александров | бригадир              |
| Михаил Гоморов       | рабочий               |
| Лев Троцкий          | революционер-агитатор |
| А. Иванов            | шеф полиции           |
| Иван Клюквин         | активист              |
| Александр Антонов    | рабочий в кепке       |

| Актёр              | Роль                  |
| ------------------ | --------------------- |
| Юдифь Глизер       | «Королева» шпаны      |
| Вера Янукова       | жена рабочего         |
| Владимир Уральский | рабочий               |
| Борис Юрцев        | «Король» шпаны        |
| Даниил Антонович   | рабочий               |
| Николай Юдин       | эпизод                |
| Леонид Алексеев    | шпик                  |
| Миша Мамин         | эпизод (нет в титрах) |

## История создания

### Пробы, сценарий, концепция

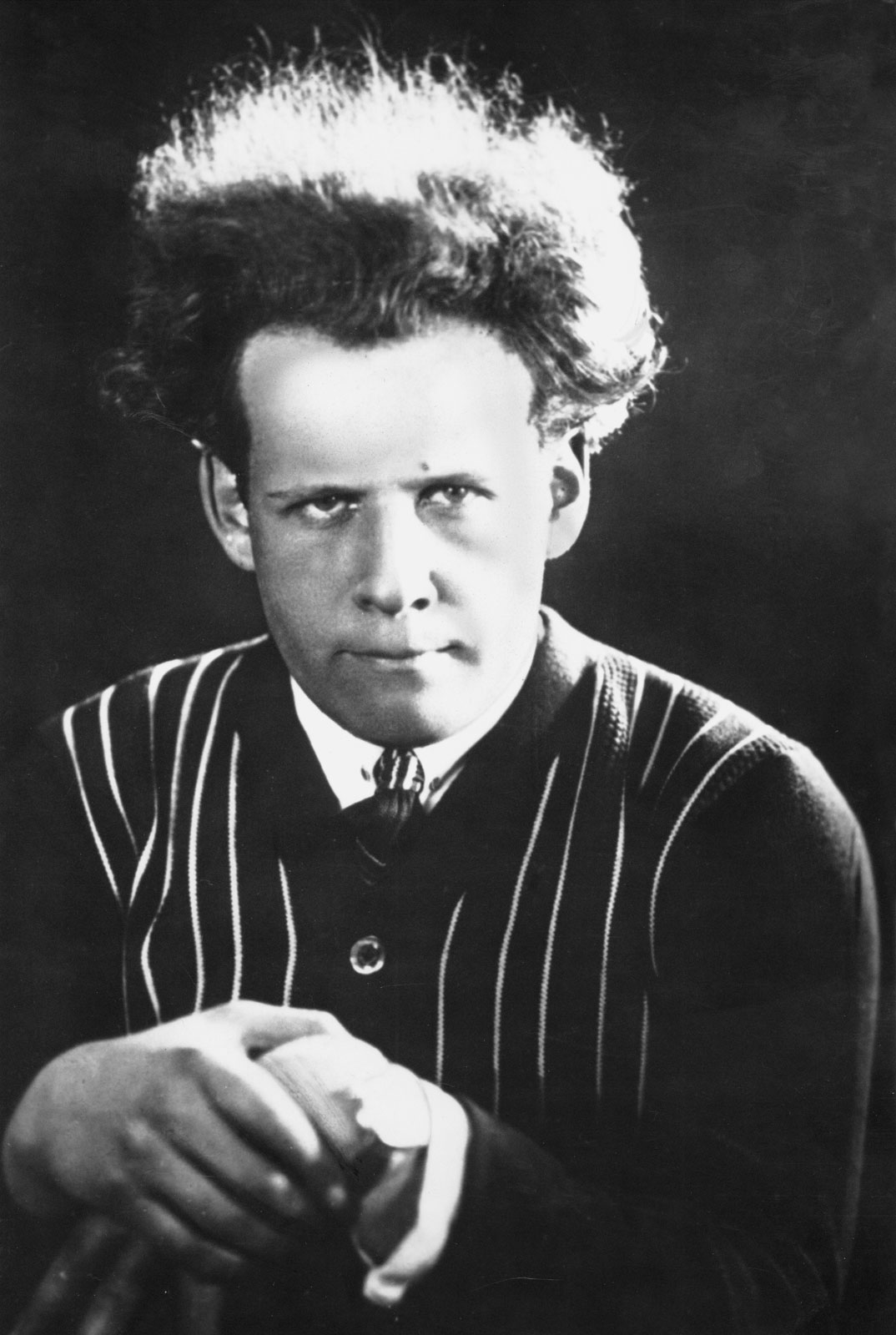
Сергей Эйзенштейн, 1920-е годы

«Стачка» — первый полнометражный фильм Сергея Эйзенштейна, который сам режиссёр называл «противоречивым» и «остроугольным». До этого он имел лишь опыт съёмок пятиминутного кинофельетона «Дневник Глумова» для спектакля «На всякого мудреца довольно простоты» по пьесе А. Н. Островского.
Готовый сценарий «Стачки» Эйзенштейн принёс на Первую фабрику Госкино, которая располагалась в бывшем киноателье Александра Ханжонкова на Житной улице в Москве. Там ему выделили две киносъёмочные пробы, обе вышли неудачными: снято было «театрально» и длинными кусками. Во время первой пробы Эйзенштейн снимал массовку, во время второй — сцену с допросом революционера. Руководство кинофабрики опасалось, что Эйзенштейн превратит «Стачку» в бессюжетный «монтаж аттракционов», поэтому намеревалось с ним расстаться. Тогда Борис Михин и Эдуард Тиссэ в тайне от Эйзенштейна написали письмо руководству фабрики с просьбой выделить ему третью пробу под их материальную ответственность, ссылаясь на Эйзенштейна как «очень интересного человека», в котором они уверены. 
1. Американская диафрагма. Крупно. Медаль крутится на горизонтальной (плоскости), останавливается царём (к зрителям).
2. Мелко. Болото.
3. Наплыв. Рабочие работают.
4. Мелко. Торфяные разработки.
5. Лицо директора.
6. Мелко. Река.
7. Рабочие в воде.
8. Наплыв. Мелко. Плотина.
9. Работает мельница.
10. Наплыв. Поляна.
Новая попытка оказалась успешной. Это была сцена, где шпана по свисту своего «короля» вылезает из множества врытых в землю бочек. Отснятый материал впоследствии вошёл в фильм.
Сценарий был написан Эйзенштейном совместно с Валерианом Плетнёвым, драматургом и теоретиком Пролеткульта, Григорием Александровым и Ильёй Кравчуновским. Весь сценарий был разделён на 235 пунктов (в первой версии — 146), обозначенных порядковыми номерами. Каждый пункт соответствовал одному определённому кинокадру. На одной из страниц сценария Эйзенштейн написал по-французски: «Menager les effets» (рус. Осторожнее с эффектами). Полный сценарий занимал ровно 10 страниц, четыре из которых были прологом. В фильме от него остались лишь последние слова, использованные в качестве титра: «На заводе всё спокойно. Но…» Известно, что в прологе присутствовала цитата из Ленина: «Стачки были школами к вооружённому восстанию».
 В сценарии были соблюдены два принципа: 1) невыделение главных героев и 2) отказ от фабулы. Тогда Эйзенштейн был глубоко убеждён, что «как выдвигание личности героя, так и самая сущность интриги-фабулы» являются «продукцией индивидуалистического мировоззрения» и «несовместимы с классовым подходом к кино».
Первоначально фильм задумывался как пятая часть восьмисерийного цикла кинолент о революционной борьбе, названного «К диктатуре». Концепция, разработанная Эйзенштейном, охватывала следующие темы:
1. контрабанда литературы;
2. подпольное книгопечатание;
3. работа в коллективе («Работа в массах»[8]);
4. демонстрации в честь 1 мая;
5. забастовка («Стачка»);
6. аресты и обыски;
7. ссылки и тюремные заключения;
8. побеги из тюрем[11].

Такое деление записано на ученических тетрадях Эйзенштейна, которые теперь хранятся в архивах РГАЛИ.
 «Стачка» казалась режиссёру «наиболее массовой» и «действенной», поэтому первой начали снимать именно её. Известно, что в цикле должны были выйти фильмы с названиями «Борьба» и «Борьба продолжается». Но другие части так и не были реализованы.

### Съёмки и выход на экраны
Снимать Эйзенштейн начал с эпилога, который в окончательный монтаж не вошёл. Предполагалось, что он будет включать документальный эпизод: первую в истории СССР первомайскую демонстрацию трудящихся на Красной площади . А ближе к осени начались съёмки «заводских» сцен фильма. Для натуры был выбран Коломенский завод, на который тогда приезжал Лев Троцкий. Эйзенштейн снял его выступление. Эти кадры тоже предполагались для эпилога. В огромном архиве режиссёра нет материалов касательно съёмок Троцкого. По мнению «эйзенштейноведа» Владимира Забродина, он сам уничтожил эти материалы после 1929 года, когда началась антитроцкистская кампания.
Фильм был снят на 35-мм киноплёнку с форматом изображения 1.33:1. Съёмки велись в основном на натуре — в Москве и её пригородах — за исключением некоторых эпизодов, снятых в павильонах Первой кинофабрики. Также известно, что одна из заключительных сцен фильма снималась в доме-корабле на Псковском переулке.
 В «Стачке» были задействованы весь коллектив 1-го Рабочего театра Пролеткульта и так называемая «железная пятёрка»: Максим Штраух, Григорий Александров, Михаил Гоморов, Александр Левшин и Александр Антонов, для которого это была первая роль в кино. Эти люди начали работать с Эйзенштейном ещё в спектакле «На всякого мудреца довольно простоты». Позже они снова сошлись в работе над «Броненосцом „Потёмкиным“». В «Стачке» члены «пятёрки» не только исполняли роли, но и помогали режиссёру как ассистенты. В качестве массовки участвовали ученики студий Пролеткульта и рабочая молодёжь московских заводов. Операторами фильма были Эдуард Тиссэ, от которого Эйзенштейн требовал необычных кадров, в частности съёмки сверху, и Василий Хватов. На съёмках этой картины родился характерный для советской кинематографии 1920-х творческий тандем «режиссёр—оператор»: Эйзенштейн—Тиссэ. Директором фильма выступил Борис Михин, а художником-постановщиком Василий Рахальс.
Для одного из важнейших, по мнению Эйзенштейна, эпизодов фильма, где пожарные разгоняют демонстрацию, обливая рабочих водой из брандспойтов, режиссёр затребовал массовку количеством больше тысячи человек. Но дирекция кинофабрики отказывалась привлекать к съёмкам столько людей, аргументируя это невозможностью их рационального использования. Тогда Михин «пошёл на хитрость», распорядившись привлечь к съёмкам только пятьсот человек, но сказав Эйзенштейну, что выполняет его требование.
17 декабря 1924 года Эйзенштейн завершил монтаж «Стачки», состоялось несколько общественных просмотров фильма, 28 апреля 1925 года фильм вышел на экраны. Автором афиши был Антон Лавинский, её тираж составил 9 500 экземпляров. Реклама гласила: «Кинопьеса в шести актах, представляющая собой одну из частей цикла фильмов, посвященных развитию рабочего движения в России. Постановка режиссёра Эйзенштейна при участии артистов Первого рабочего театра Пролеткульта. 1. На заводе все спокойно. Но… 2. Возникновение стачки. 3. Завод больше не работает. 4. Стачка затягивается. 5. Провокаторы за работой. 6. Ликвидация. „Стачка“ приносит решение вековой проблемы создания драмы, так как её героем и её главным персонажем является МАССА». Фильм делился на шесть актов, что вполне характерно для советской кинематографии 1920-х годов. Объясняется это наличием в кинотеатрах только одного проекционного аппарата, вынуждая киномеханика каждые 10 минут менять бобины, прерывая просмотр.
После завершения «Стачки» Эйзенштейн некоторое время сотрудничал с ленинградским «Севзапкино», а после вновь обратился к некогда задуманному вместе с Плетнёвым циклу фильмов о революционной борьбе. Проект получил новое название — «От подполья к диктатуре» — и теперь должен был состоять из семи частей: 1) «Женева — Россия», 2) «Подполье», 3) «1 мая», 4) «1905 год», 5) «Стачка», 6) «Тюрьмы, бунты, побеги», 7) «Октябрь». «Стачка» была принята правительством благосклонно, и оно поручило режиссёру съёмки «1905 года».

## Художественные особенности

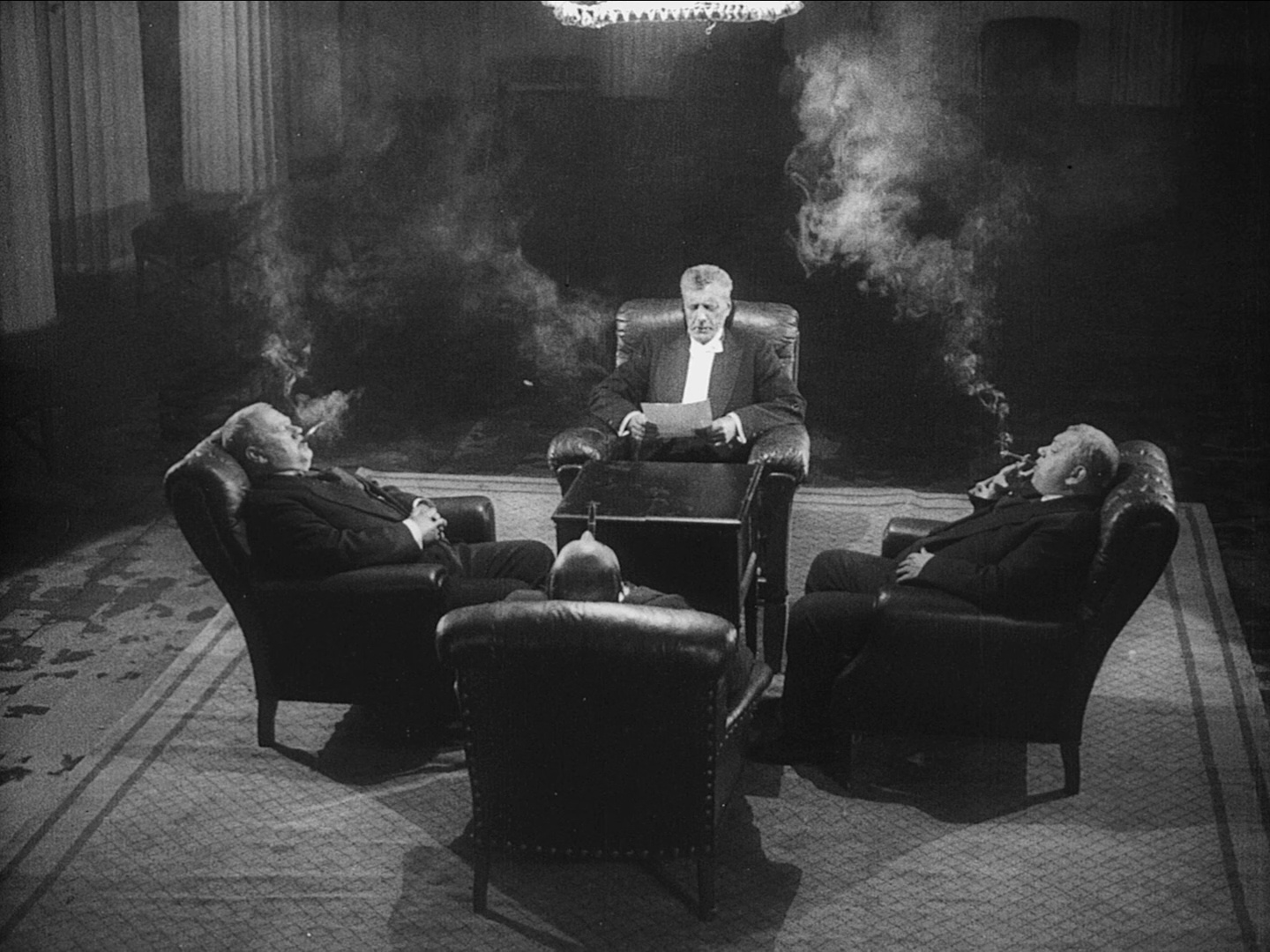
Администрация завода знакомится с петицией рабочих.
Кадр из фильма

Фильм считается новаторским с точки зрения ракурсов и монтажа и первой лентой в духе социалистического реализма. Эйзенштейн считал, что путём сопоставления нескольких монтажных кадров можно довести до зрителя некий посыл. Например, в фильме есть сцена расстрела рабочих, в которую вмонтирована сцена с закалыванием и освежеванием скота. Это, по мнению режиссёра, должно было довести зрителя до «ассоциативного сопоставления расстрела с бойней». Этот приём получил название «кинометафоры» и входил в эйзенштейновскую теорию «интеллектуального кино», которую в 1935 году он признал «потерпевшей фиаско».
На протяжении всей своей работы в немом кино Эйзенштейн старался уйти от традиций классического театра. Поэтому для своего фильма он выбрал стиль изображения, похожий на кинохронику. В своей статье «К вопросу о материалистическом подходе к форме» режиссёр даже сравнивает «Стачку» с документальным фильмом «Кино-глаз» Дзиги Вертова. Однако вместе с тем в картине присутствуют вполне «театральные» и даже «цирковые» постановочные эффекты. Например, наполненная эксцентрикой сцена с внезапным появлением шпаны из бочек.
В фильме отсутствуют главные герои и драматургическая фабула. В то время Эйзенштейн, пытаясь уйти от «старого» театра, был против индивидуальных персонажей, предлагая заменять их массой, и против «сюжетов и их перипетий», желая заменить их материалом из реальной действительности. Пролеткульт тогда разделял эти взгляды. Но позже эта теория и все попытки «восстания против театра» были преданы осуждению.
В начальных титрах значится, что сценарий создан коллективом Пролеткульта, а фильм снят рабочей группой театра Пролеткульта, и практически отсутствуют конкретные имена. Это объясняется своеобразной «данью времени», подобно Владимиру Маяковскому, который издал свою поэму «150 000 000» без указания своего авторства. А последними кадрами фильма являются титры: «Помни, пролетарий!» Надпись эту предваряли сцены с насильственным подавлением демонстрации и расстрелом рабочих.
В первой же своей большой киноработе Эйзенштейн старался применить все доступные кинематографические приёмы и техники. В результате картина оказалась переполнена различными кинотехническими «аттракционами», что негативно сказалось на основной теме ленты как агитационного произведения. Вместе с тем режиссёр получил опыт: он понял, что «театрально-цирковые» элементы не соответствуют «реалистичной природе кинематографа».

## Критика, влияние и награды
На момент своего выхода фильм получил неоднозначные отзывы как от прессы, так и от зрителей. Центральные советские издания и часть кинематографистов признали фильм явлением в кинематографе. Газета «Правда» назвала его «первым революционным произведением нашего экрана», газета «Известия» — «крупной и интересной победой в развитии нашего киноискусства», а «Киногазета» — «огромным событием кинематографии советской, русской и мировой». Среди минусов отмечался сложный художественный язык ленты, что и стало основной причиной неприятия фильма большинством зрителей.
На всемирной выставке 1925 года в Париже за фильм «Стачка» Сергей Эйзенштейн получил золотую медаль. Сам Эйзенштейн с точки зрения прогресса киноискусства ставил «Стачку» выше «Броненосца „Потёмкина“», считая её более новаторской. Режиссёру казалось, что успех «Броненосца» объясняется сравнительно малой долей новаторства.
Режиссёр Сергей Юткевич считал, что Эйзенштейн был в своём роде новатором художественной кинематографии и внёс «элементы нового киноязыка». Он высоко оценивал значение «Стачки» не только для советского, но и для мирового кино, назвав её «вехой» в истории кинематографа. Виктор Шкловский писал, что «Стачка» — это «великая» картина с «точно выделенными», «интересными, поразительными» моментами.
Борис Михин писал, что Эйзенштейн «удивительно своеобразно, точно и конкретно видит сцену и стремится к тому, чтобы её реализация полностью сохранила своё задуманное». По его словам, то, что сначала могло показаться режиссёрским капризом, на деле оказывалось «обоснованным упорством» ради «бескомпромиссного достижения художественной задачи». Лев Кулешов признавался, что «Стачка» поразила его, фотогенично изобразив «русских жандармов в фуражках». До этого он полагал фотогеничным лишь «урбанистический или ковбойский материал». Григорий Болтянский восхищался операторской работой в картине. Он назвал «Стачку» «первым ярким проявлением операторского таланта Тиссэ».
Из современных авторов Алексей Казаков (журнал «Афиша») назвал «Стачку» «чистой поэзией» и «более живой картиной» нежели последовавший за ней «Броненосец „Потёмкин“». Виной этому, по мнению рецензента, были «незавершённость и нечёткость линий» ленты. Критик из журнала Empire посчитал, что это, «возможно, лучшая картина» Эйзенштейна. Рецензент отметил комедийность некоторых моментов ленты. Ему показалось, что режиссёр «мультяшно-гротескно» представил зрителю «капиталистических негодяев». «Стачка» также является одним из любимых фильмов кинорежиссёра Александра Сокурова, снявшего ленту «Одинокий голос человека» (1987), на которую заметно повлиял кинодебют Эйзенштейна. По мнению критика из журнала Time Out Джеффа Эндрю, фильм «далеко выходит за рамки простой пропаганды». Рецензент нашёл кинематографические методы Эйзенштейна «сложными и необычными», а отсутствие главных героев, по его оценке, придало фильму «эпический размах». А критик из еженедельника Chicago Reader назвал фильм «могучим достижением» для режиссёра без предварительного обучения кинопроизводству и современного на тот момент оборудования.
В 2008 году «Стачка» удостоилась 26 места в списке «100 лучших русских фильмов», составленном русской версией журнала Empire и основанном на мнениях 50 кинокритиков и киножурналистов.